# Georgij Sedov
Georgij Sedov (Георгий Седов) è un film del 1974 diretto da Boris Alekseevič Grigor'ev.